# 笠井季璃
笠井 季璃（かさい りり、2005年4月22日 - ）は、日本の女子バレーボール選手である。

## 来歴
北海道野付郡別海町出身。
2021年、旭川実業高等学校に進学。2022年、ユース日本代表に選出され、アジアU18選手権に出場。キャプテンも務め、チームの金メダルに貢献した。2023年、世界U19選手権でもエースとして活躍した。高校では、3年時の2024年、全日本高等学校選手権大会（春高バレー）で31年半ぶりのベスト4進出に貢献した。
2023-24シーズン、V.LEAGUE DIVISION1 WOMEN（V1女子）に所属するトヨタ車体クインシーズの内定選手となった。内定選手としてV1女子の試合に出場し、Vリーグデビューを果たした。

## 球歴
- ユース日本代表
  - アジアU18選手権 - 2022年
  - 世界U19選手権 - 2023年

## 所属チーム
- 旭川実業高等学校（2021-2024年）
- クインシーズ刈谷（2024年-）